# Alvia

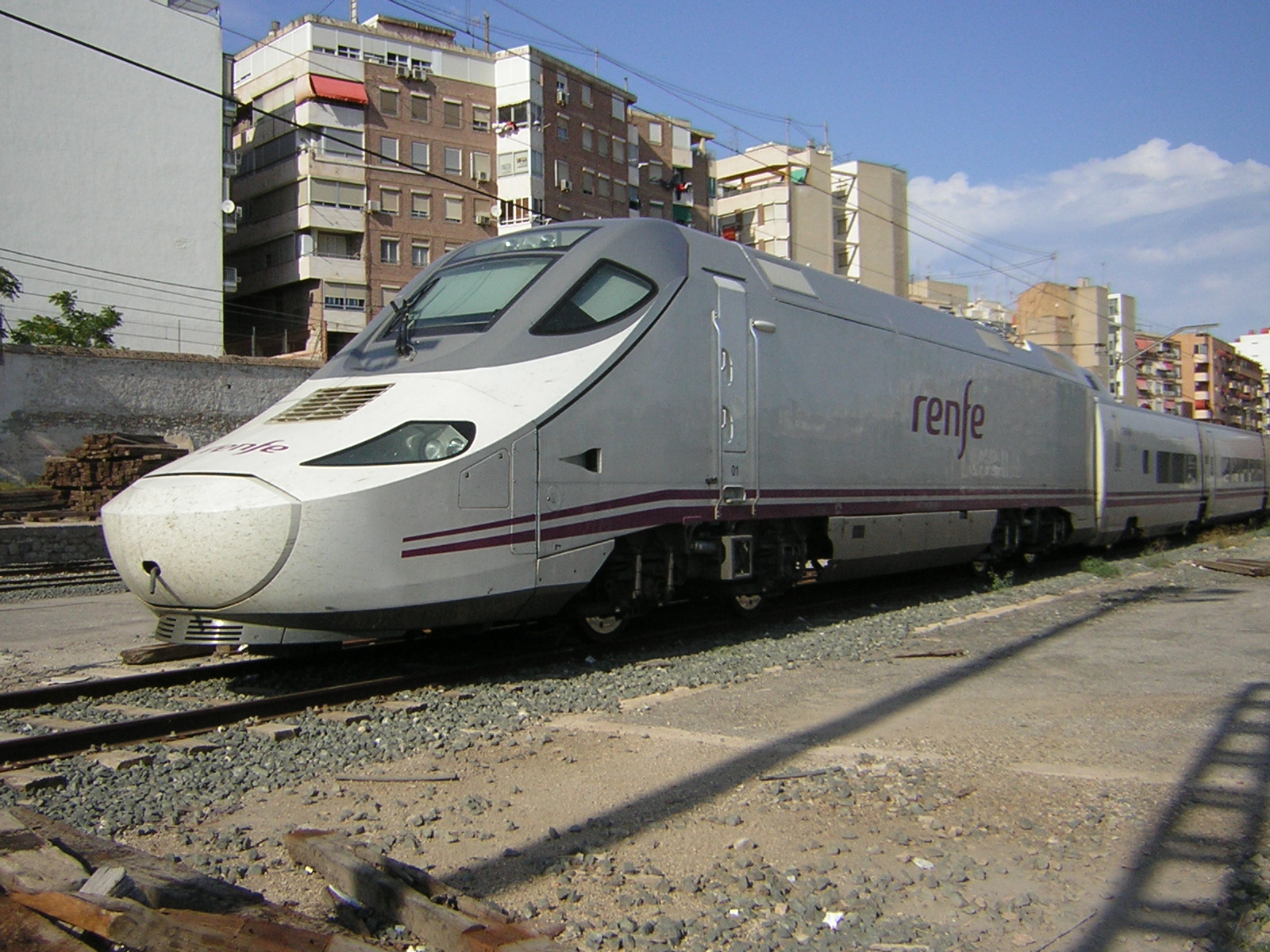
Alvia vonat Alicante állomáson

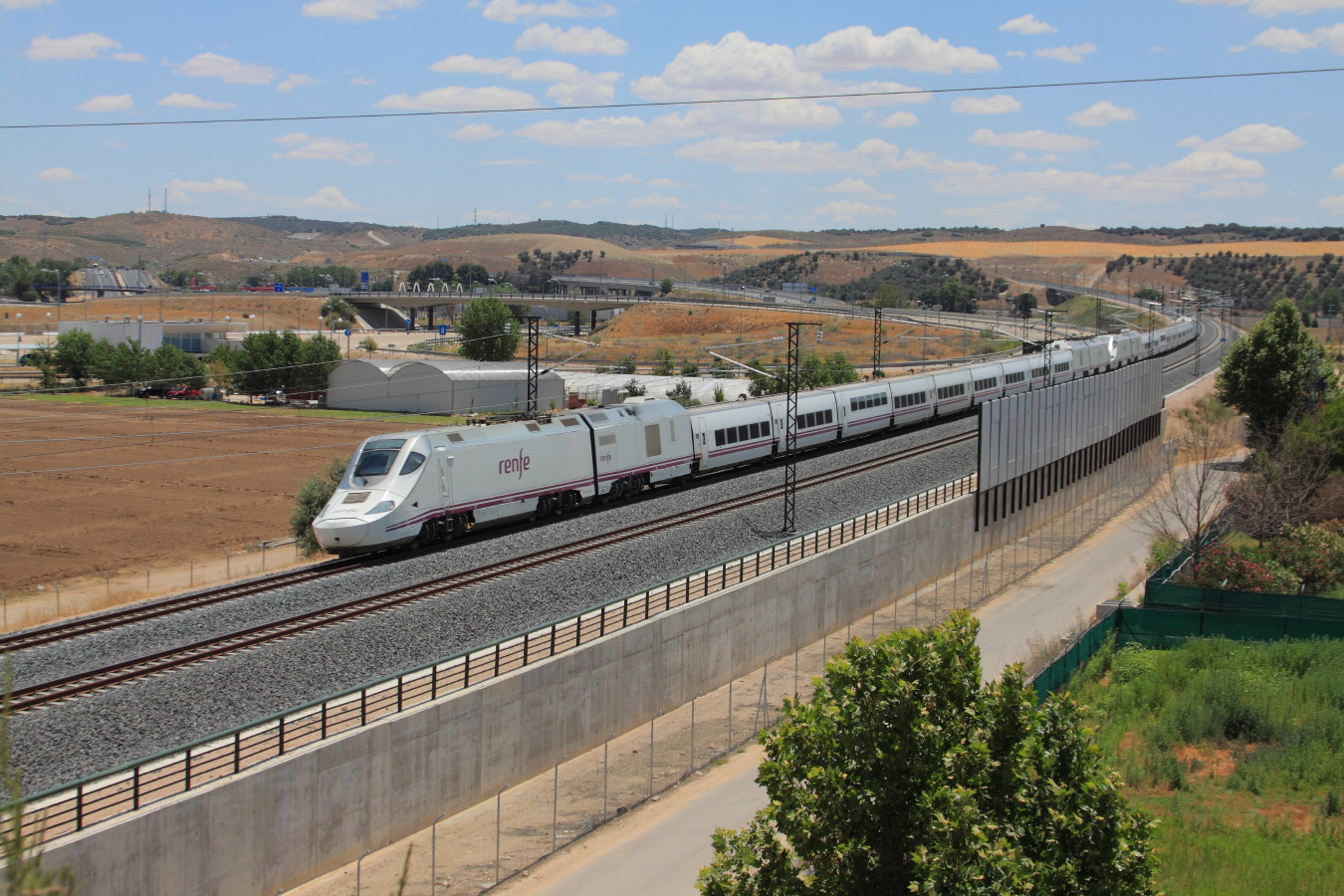
Vonat Aranjuez közelében

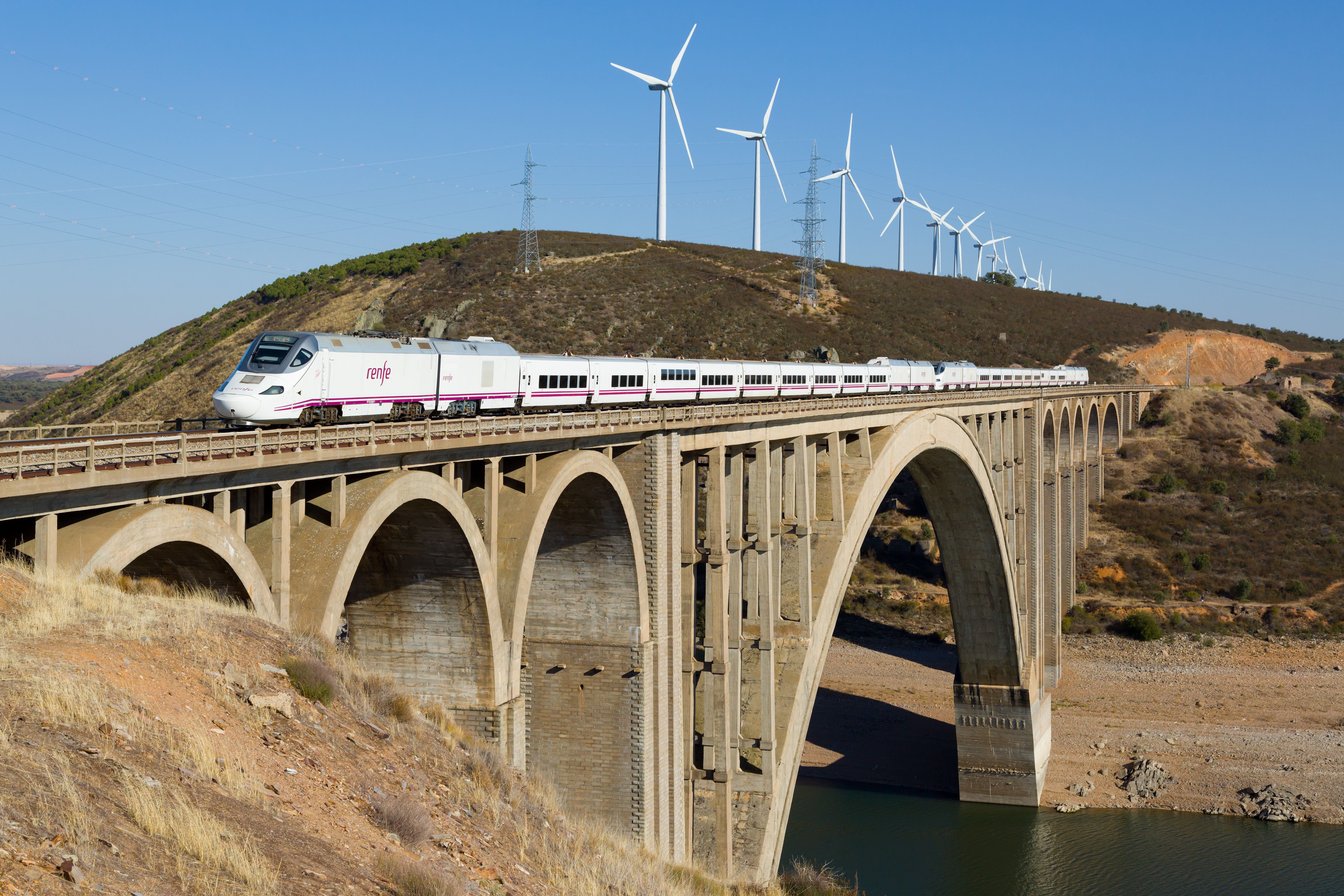

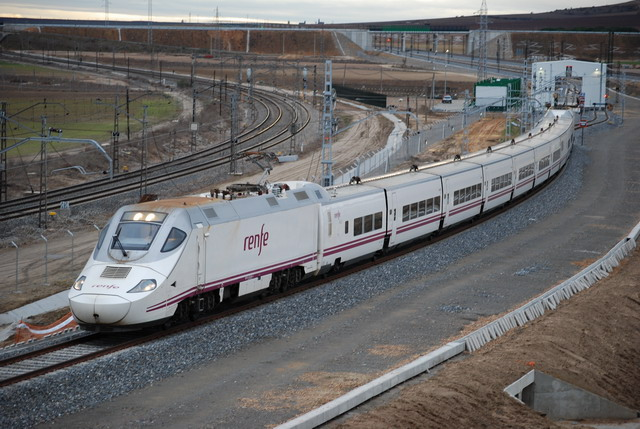

Az Alvia egy  nagysebességű vasúti szolgáltatás márkaneve Spanyolországban. Egyike a RENFE nagysebességű vasúti szolgáltatásainak. Az Alvia vonatok többek között kapcsolatot teremtenek Madrid, Pamplona, Logroño, Irún és Hendaye között.
Az Alvia járatokon mindig nyomtávváltós nagysebességű motorvonatok közlekednek. A nyomtávváltásra azért van szükség, mert Spanyolországban a hagyományos hálózat 1 668 mm-es nyomtávolsággal épült, de az újabb nagysebességű vonalak már 1 435 mm-es európai normál nyomtávval. A vonatok útjuk során igénybe veszik mind a két nyomtávolságú hálózatot. A vonatok maximális sebessége a nagysebességű vonalakon 250 km/h.

## Balesetek

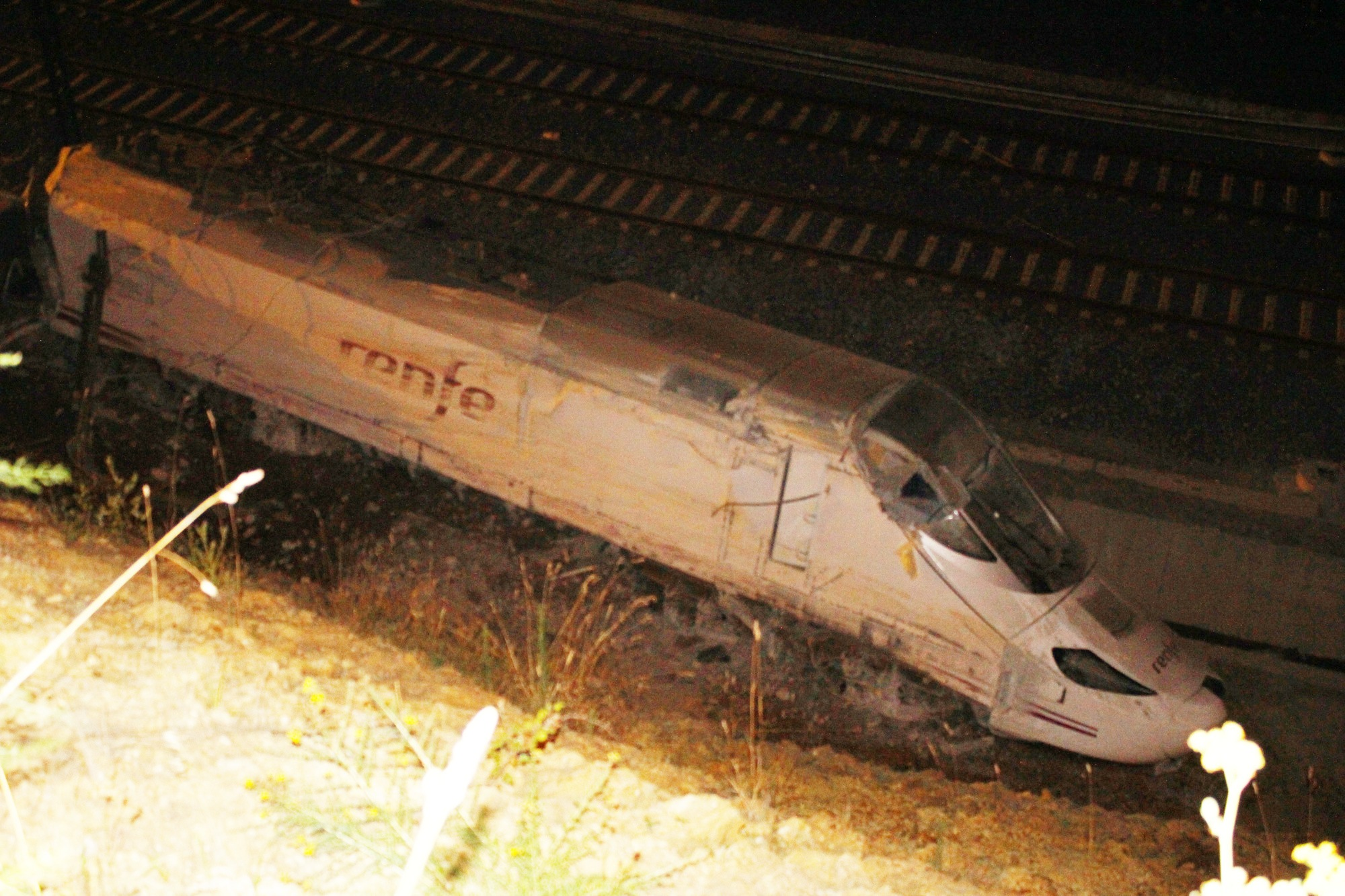
A kisiklott RENFE 730 sorozatú vonófej

A Santiago de Compostela-i vasúti baleset 2013. július 24-én történt Spanyolországban, amikor a Madridból Ferrolba tartó RENFE 730 sorozatú Alvia gyorsvonat három kilométerre a Santiago de Compostela-i állomástól egy ívben kisiklott. A vonaton 218 utas és négy főnyi személyzet utazott. A balesetben 79-en meghaltak, és több mint százan megsérültek.

## Állomások
Spanyolországban az Alvia járatok az alábbi vasútállomásokat érintik:
- Estación de Abando Indalecio Prieto
- Estación de Aguilar de Campoo
- Estación de Albacete-Los Llanos
- Estación de Alfaro
- Estación de Alicante-Terminal
- Estación de Alsasua
- Estación de Astorga
- Estación de Atocha
- Estación de Barcelona Sants
- Estación de Bembibre
- Estación de Benicarló-Peñíscola
- Estación de Benicasim
- Estación de Brañuelas
- Estación de Burgos Rosa de Lima
- Estación de Calahorra
- Estación de Calatayud
- Estación de Camp de Tarragona
- Estación de Castejón de Ebro
- Estación de Castellón de la Plana
- Estación de Chamartín
- Estación de Cuenca-Fernando Zóbel
- Estación de Cádiz
- Estación de Córdoba Central
- Estación de El Barco de Valdeorras
- Estación de Ferrol
- Estación de Gijón
- Estación de Guadalajara-Yebes
- Estación de Guillarey
- Estación de Haro
- Estación de Hendaya
- Estación de Huelva-Término
- Estación de Irún
- Estación de La Coruña
- Estación de La Gudiña
- Estación de La Robla
- Estación de La Rúa-Petín
- Estación de León
- Estación de Logroño
- Estación de Lérida Pirineos
- Estación de Medina del Campo
- Estación de Mieres-Puente
- Estación de Miranda de Ebro
- Estación de Monforte de Lemos
- Estación de Orense-Empalme
- Estación de Oropesa del Mar
- Estación de Oviedo
- Estación de Palencia
- Estación de Pamplona
- Estación de Pola de Lena
- Estación de Ponferrada
- Estación de Pontevedra
- Estación de Porriño
- Estación de Puebla de Sanabria
- Estación de Redondela de Galicia
- Estación de Reinosa
- Estación de Sagunto
- Estación de Sahagún
- Estación de San Clodio-Quiroga
- Estación de San Miguel de las Dueñas
- Estación de San Sebastián
- Estación de Santander (Adif)
- Estación de Santiago de Compostela
- Estación de Segovia-Guiomar
- Estación de Tafalla
- Estación de Tolosa
- Estación de Torre del Bierzo
- Estación de Torrelavega
- Estación de Tudela de Navarra
- Estación de Valencia-Joaquín Sorolla
- Estación de Valladolid-Campo Grande
- Estación de Vega-Magaz
- Estación de Veguellina
- Estación de Vigo-Guixar
- Estación de Villena Alta Velocidad
- Estación de Vinaroz
- Estación de Vitoria
- Estación de Zamora
- Estación de Zaragoza-Delicias
- Estación de Zumárraga
- Estación del Norte (Oviedo)
- Estación del Norte de Oviedo

## Járművek
Az Alvia szolgáltatást az alábbi járművek szolgálják ki:
- RENFE 120 sorozat
- RENFE 130 sorozat
- RENFE 730 sorozat